# Liste der Ministerien Tongas

Wappen Tongas

Dieses ist die Liste der Ministerien von Tonga.

## Ministerien
Mit Stand August 2017 gibt es in Tonga 15 Ministerien und vergleichbare Einrichtungen.
1. Prime Minister’s Office (deutsch Büro des Premierministers)
2. Ministry of Foreign Affairs and Trade (Ministerium für Äußere Angelegenheiten und Handel)
3. Ministry of Infrastructure (Ministerium für Infrastruktur)[2]
4. Ministry of Lands and Natural Resources (Ministerium für Ländereien und Natürliche Ressourcen)
5. Ministry of Education and Training (Ministerium für Bildung und Training)
6. Ministry of Health (Ministerium für Gesundheit)[3]
7. Ministry of Finance and National Planning (Ministerium für Finanzen und Nationale Planung)[4]
8. Ministry of Commerce, Tourism and Labour (Ministerium für Wirtschaft, Tourismus und Arbeit)
9. Ministry of Internal Affairs (Ministerium für Innere Angelegenheiten)
10. Ministry of Public Enterprises (Ministerium für Staatsunternehmen)[5]
11. Ministry of Justice (Ministerium für Justiz)[6]
12. Ministry of Revenue and Customs (Ministerium für Staatseinnahmen und Zoll)[7]
13. Ministry of Agriculture, Food, Forests and Fisheries (Ministerium für Landwirtschaft, Nahrungsmittel, Wald und Fischerei)[8]
14. Ministry of Police, Prisons, and Fire Services (Ministerium für Polizei, Gefängnisse und Brandbekämpfung)
15. Ministry of Information and Communications (Ministerium für Information und Kommunikation)[9]